# Ernst Stadler
Ernst Stadler (ur. 11 sierpnia 1883 w Colmar w Alzacji-Lotaryngii, zm. 30 października 1914) – niemiecki poeta. Przedstawiciel ekspresjonizmu.

## Życiorys
Był synem prokuratora i ukończył gimnazjum w Strasburgu. Przyjaźnił się z René Schickele (1883-1940) i Otto Flake (1880-1963), z którymi należał do kręgu artystycznego Das jüngste Elsaß. Razem z nimi wydawał w 1902 r. czasopismo Der Stürmer (nie mylić z czasopismem nazistowskim o tej samej nazwie), które w 1903 r. zmieniło nazwę na Der Merker.
Studiował w Strasburgu, Monachium i Oksfordzie. W Strasburgu studiował germanistykę, romanistykę i literaturoznawstwo. Od 1904 r. kontynuował studia w Monachium. Doktoryzował się pracą o eposie Parsifal. Habilitował się pracą na temat tłumaczeń Christopha Martina Wielanda (1733-1813) prac Williama Szekspira (1564-1616).
W 1906 roku otrzymał prestiżowe Stypendium Rhodes na studia w Magdalen College w Oksfordzie, gdzie studiował do 1908 roku.
Od 1910 do 1914 r. uczył filologii niemieckiej jako profesor w Brukseli. W Brukseli zaprzyjaźnił się z Carlem Sternheimem niemieckim dramaturgiem i autorem opowiadań. (1878-1942).
Po wybuchu I wojny światowej został powołany do Armii Niemieckiej jako oficer rezerwy i zginął podczas bitwy we Flandrii rażony granatem, w bitwie pod Zandvoorde niedaleko Ypres.
Na jego wczesną twórczość poetycką wpłynęli Stefan George i Charles Péguy, ale po 1911 roku Stadler stworzył swój indywidualny styl. Jego najważniejszy tom poezji, Der Aufbruch, który ukazał się w 1914 roku, jest uważany za główne dzieło wczesnego ekspresjonizmu. Wiersze Der Aufbruch są afirmacją radości życia poety. Są napisane długimi, wolnymi wersami inspirowanymi przykładem Walta Whitmana.
Ważniejsze publikacje:
- Dzieła (wybór)
- Praeludien. 1905.
- Über das Verhältnis der Handschriften D und G von Wolframs Parzival. 1906.
- Wielands gesammelte Schriften ; Abt. 2, Übersetzungen;
- Shakespeares theatralische ... ; T. 1/2. 1909.
- Wielands Shakespeare. 1910.
- Der Aufbruch: Gedichte. 1920.